# 太田氏資
太田 氏資（おおた うじすけ）は、戦国時代の武将。太田資正の嫡男。武蔵国岩付城（現在の埼玉県さいたま市岩槻区）城主。初名は資房（すけふさ）。以下本記事では氏資と記述する。

## 生涯
天文11年（1542年）、頼光流岩付太田家の太田資正の嫡男として誕生。父資正は扇谷上杉家旗下として反北条氏の立場を取り、河越城の戦いの中で上杉朝定が死去した後も北条方の松山城、岩付城を落とすなどの反抗を示していたが、天文17年（1548年）1月に北条氏方に付いた。
北条氏は当主である北条氏康の娘を氏資に嫁がせるなど太田氏との関係強化を図ったが、資正は北条氏方として活動しつつも北条派の家臣を追放するなど独立の動きを示しており、永禄3年（1560年）に長尾景虎が関東に出兵するとこれに呼応し、北条氏に対して明確な敵対行動を取るようになる。
永禄6年（1563年）、氏資は父とともに朝廷からの任官を受け、従五位下大膳大夫に任ぜられるが、反北条氏方の父とは次第に不仲になり、資正が弟の梶原政景に家督を譲ろうとしているのを知ると、一時出家して「道也」と名乗った。
永禄7年（1564年）、父が第2次国府台合戦で氏康と戦って敗退すると、秘かに還俗して父と弟を居城の岩付城から追放して家督を継ぎ、以後は北条氏の家臣として仕えた。この際に氏康から「氏」の一字を与えられて「資房」から「氏資」と改名した。永禄8年（1565年）には氏資が簗田晴助を攻めている隙を突いて、資正が岩付城奪還を図り、一部の家臣もこれに応えたことから危機に陥るが、これを退けている。
永禄10年（1567年）、三船山合戦で北条軍が里見氏に大敗したとき、殿軍を務めて戦死した。享年25歳。一説には父親を裏切って北条方についた事から北条家中の一部から冷たい目で見られており、それを晴らすために殿軍を申し出たのだという。また、平林寺文書によれば戦闘中、氏資に「越度」（＝落度・作戦上の失敗）があったために殿軍を引き受けたとされるが、当時の言葉で命がけの振舞いの事を「越度」（命を落とすかと思われるほどの「度を越した」活躍）と表現する場合もあり、氏資に作戦上の失敗があったわけではない。またこの時、恒岡越後守はじめ岩付太田氏の重臣の多くが戦死しており、北条氏政が彼らの遺族に送った文書の一部が残っている。
男子がいなかったために北条氏政の三男北条国増丸が氏資の娘を娶って、太田家代々の名乗りである源五郎を襲名し、岩付太田氏を継いだ。これによって、岩付太田氏の所領は事実上北条氏のものとなった、源五郎の早逝後は実弟・氏房が兄の未亡人を娶って同氏の家督を継ぎ、この代で小田原征伐を迎えた。

## 人物・逸話
- 江戸時代の軍記物『関八州古戦録』によれば、三船山の戦いに氏資が率いていた手勢は僅か53騎であったという。これは、氏資が偶然小田原城に赴いていたときに出陣命令が下ったためであった。この時、氏資は手勢の少なさを理由に出陣を断っていたが、これを北条氏の家臣たちに「智将の誉れ高い太田資正の息子と言ってもまだ若年だから無理か」と嘲笑われたことに怒って出陣してしまったという。同書によれば、この時出陣した53騎は三船山で一人残らず戦死したという。